# Liste der Stolpersteine in Ehrenberg (Rhön)
Die Liste der Stolpersteine in Ehrenberg enthält alle Stolpersteine, die im Rahmen des gleichnamigen Projekts von Gunter Demnig in Ehrenberg verlegt wurden. Mit ihnen soll an Opfer des Nationalsozialismus erinnert werden, die in Ehrenberg lebten und wirkten. Die jüdischen Familien lebten fast alle im Ortsteil Wüstensachsen in der heutigen Rhönstraße (frühere Hauptstraße), die im Volksmund auch „Judenberg“ hieß. Die Geschichte der Jüdischen Gemeinde ist im Artikel Wüstensachsen zusammengefasst.

## Verlegte Stolpersteine

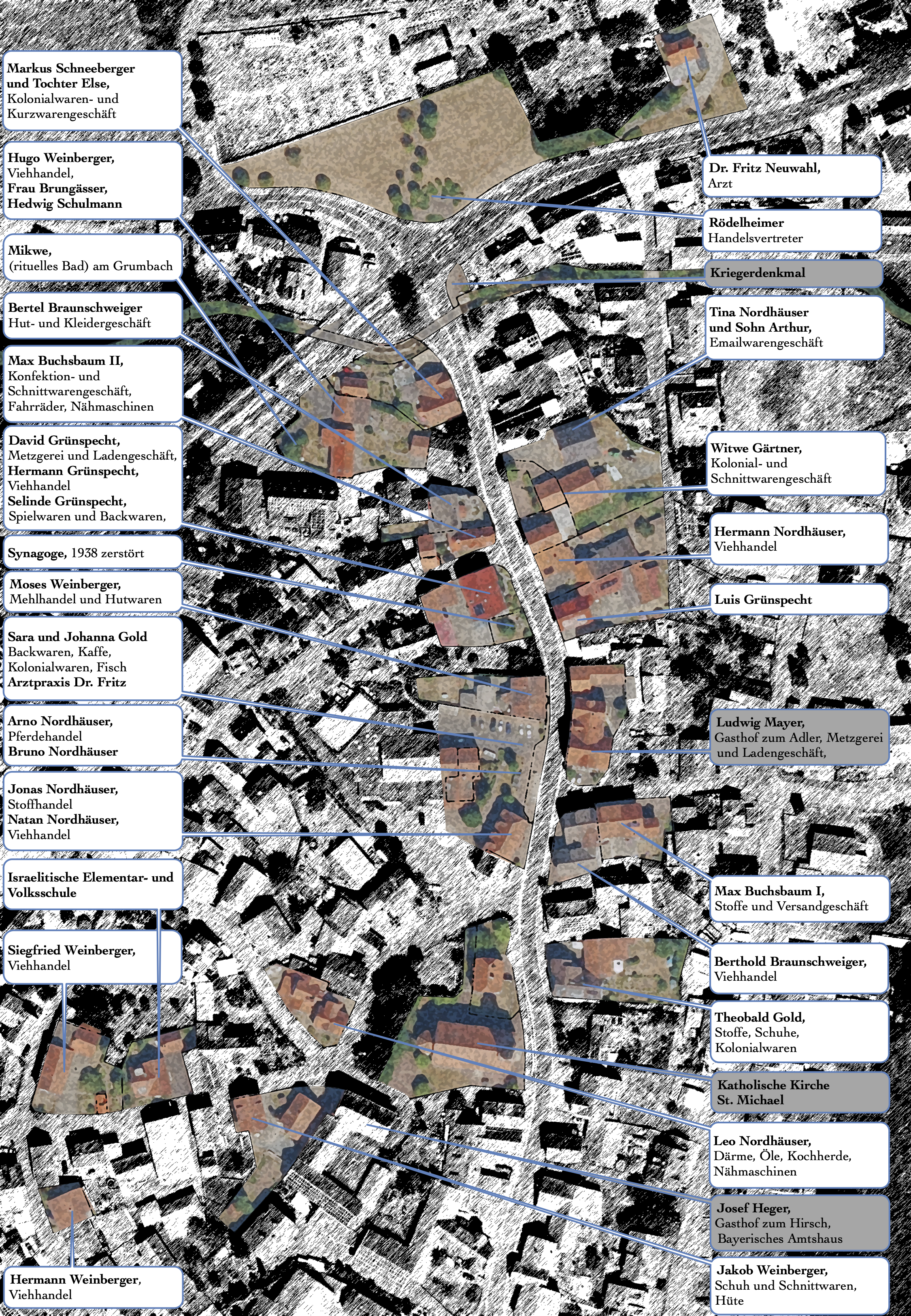
Die Häuser und Geschäfte jüdischer Familien in Wüstensachsen vor 1938

| Bild | Inschrift | Adresse | Verlege- datum | weitere Informationen | weitere Bilder |
| ---- | --- | --- | -------------- | --- | -------------- |
|      | HAUPTSTR. 105 WOHNTE MOSES SKLAREZEWSKI JG.1874 VERHAFTET JAN. 1939 'DEVISENHANDEL' 1940 BUCHENWALD DACHAU ERMORDET 12.7.1941                                | Rhönstraße 26 Rathaus Ortsteil Wüstensachsen 36115 Ehrenberg (Rhön) alte Hausnummer: Hauptstraße 105                        | 2. Nov. 2021   | Moses (Chaim) Sklarezewski wurde am 22. Juli 1874 in Nowy Grad in Polen geboren. Er war nach dem Ersten Weltkrieg in Wüstensachsen geblieben. Als einziger „Ostjude“ des Dorfes trug Moses einen schwarzen Kaftan und einen schwarzen Hut. Er arbeitete als Viehtreiber, Fellhändler und Synagogendiener und wurde im Dorf nur „s’ Mosesje“ genannt. Er wurde im Januar 1939 von der Staatsanwaltschaft Hanau angeklagt, Devisen und Bargeld im Umfang von 3000 RM unterschlagen zu haben. Es fanden sich 6 Geldscheine bei ihm. Moses Sklarezewski wurde zu vier Monaten Gefängnis und einer Geldstrafe von 600 RM verurteilt und am 24. Oktober 1940 in das Konzentrationslager Buchenwald eingewiesen. In Buchenwald trägt seine Häftligskartei-Karte die Häftlingsnummer 8402 und der Name ist mit Sklarschewski und Sklacevsky geschrieben. Am 24. Oktober 1940 wurde Moses in das Konzentrationslager Dachau verlegt. Die Karteikarte Häftligskartei-Karte trägt den Namen Sklazewski und die Häftlingsnummer 20802. Er starb am 12. Juli 1941 im Konzentrationslager Dachau. Die Urne mit seiner Asche wurde am 2. Dezember 1941 auf dem Jüdischen Friedhof (Weyhers) bestattet. In der Zentralen Datenbank der Namen der Holocaustopfer wird er als Moses Szklarzewski geführt. | ·              |
|      | HAUPTSTR. 105 WOHNTE NATHAN NORDHÄUSER JG.1880 FLUCHT 1939 HOLLAND INTERNIERT WESTERBORK DEPORTIERT 1943 SOBIBOR ERMORDET 30.4.1943                          | Rhönstraße 26 Rathaus Ortsteil Wüstensachsen 36115 Ehrenberg (Rhön) alte Hausnummer: Hauptstraße 105                        | 2. Nov. 2021   | Nathan Nordhäuser, geb. am 15. August 1880, betrieb einen Viehhandel in seinem Elternhaus, in dem er mit seinem Bruder Jonas Nordhäuser lebte. Nathan, diente im 1. Weltkrieg in einer Artillerieeinheit und heiratete 1920 Selma Bravmann, die jüngere Schwester von Jeny Nordhäuser geb. Bravmann. Die Familie zog am 4. Juni 1937 nach Fulda in die Florengasse 53 und am 20. Juli 1939 nach Frankfurt am Main. Nathan floh in die Niederlande zu seiner jüngeren Schwester Zeffi van der Sluis, geb. Nordhäuser, in ’s-Hertogenbosch in den Niederlanden. Er wollte seine Familie später aus Frankfurt nachholen. Nach der Besetzung der Niederlande durch die Wehrmacht wird Nathan von der Geheimen Staatspolizei verhaftet und vom 22. April bis 27. April 1943 im Durchgangslager Westerbork interniert. Am 27. April 1943 wird Nathan in das Vernichtungslager Sobibor deportiert und am 30. April 1943 nach der Ankunft ermordet. | ·              |
|      | HAUPTSTR. 105 WOHNTE SELMA NORDHÄUSER GEB. BRAVMANN JG.1896 UNFREIWILLIG VERZOGEN 1939 FRANKFURT M. DEPORTIERT 1942 THERESIENSTADT ERMORDET 28.3.1944        | Rhönstraße 26 Rathaus Ortsteil Wüstensachsen 36115 Ehrenberg (Rhön) alte Hausnummer: Hauptstraße 105                        | 2. Nov. 2021   | Selma Nordhäuser, geb. Bravmann, geboren am 14. Januar 1896 in Unteraltertheim im Landkreis Würzburg in Bayern, war die Ehefrau von Nathan Nordhäuser und die Mutter der drei Töchter Bertha, geboren am 18.3.1921, Hannelore, geboren am 14.5.1922 und Rosi, geboren am 22.8.1927. Die Familie zog am 4. Juni 1937 nach Fulda in die Florengasse 53 und am 20. Juli 1939 nach Frankfurt am Main. Selma wurde am 1. September 1942 mit dem Transport Nummer XII/2 Zug Da 509 von Frankfurt am Main aus dem NS-Sammellager Jüdisches Altersheim Rechneigrabenstraße in das Konzentrationslager Theresienstadt deportiert. Selma Nordhäuser starb am 28. März 1944 im Konzentrationslager Theresienstadt. | ·              |
|      | HAUPTSTR. 105 WOHNTE JENY NORDHÄUSER GEB. BRAVMANN JG.1888 UNFREIWILLIG VERZOGEN 11939 FRANKFURT M. DEPORTIERT 1941 MINSK ERMORDET                           | Rhönstraße 26 Rathaus Ortsteil Wüstensachsen 36115 Ehrenberg (Rhön) alte Hausnummer: Hauptstraße 105                        | 2. Nov. 2021   | Jeny Nordhäuser geb. Bravmann, geb. am 13. März 1888 in Unteraltertheim im Landkreis Würzburg in Bayern, war die Ehefrau von Jonas Nordhäuser. Jeny musste mit ihrer Familie am 4. Juni 1937 nach Fulda in die Florengasse 53 und am 20. Juli 1939 nach Frankfurt am Main ziehen. Am 11./12. November 1941 wurde sie aus dem Sammellager Großmarkthalle Frankfurt-Ostend mit dem zweiten Frankfurter Transport nach Minsk deportiert und erreichte das Ghetto Minsk am 17. November 1941. Die Transportliste des zweiten Frankfurter Transports mit Ziel Minsk mit Jeny Nordhäusers Namen ist erhalten. Als Frankfurter Adresse ist Sandweg 83 angegeben. Der Geburtsort wird mit Unteralb angegeben. | ·              |
|      | HAUPTSTR. 105 WOHNTE JONAS NORDHÄUSER JG.1883 UNFREIWILLIG VERZOGEN 1939 FRANKFURT M. DEPORTIERT 1941 MINSK ERMORDET                                         | Rhönstraße 26 Rathaus Ortsteil Wüstensachsen 36115 Ehrenberg (Rhön) alte Hausnummer: Hauptstraße 105                        | 2. Nov. 2021   | Jonas Nordhäuser, geb. am 30. September 1883 in Wüstensachsen, handelte als Vertreter mit Stoffen und führte damit die Tradition seiner Vorfahren in Wüstensachsen fort, die meist als Kleinhändler ihre Existenzgrundlage sicherten. Er lebte mit seinem Bruder Nathan Nordhäuser in seinem Elternhaus. Jonas heiratete am 8. Februar 1914 in Unteraltertheim bei Würzburg Jeny Bravmann, geb. am 13. März 1888, die Schwester von Selma Nordhäuser, geb. Bravmann. Jonas Nordhäuser musste sein Haus verkaufen und zog mit seiner Familie am 4. Juni 1937 nach Fulda in die Florengasse 53. Am 20. Juli 1939 zog die Familie nach Frankfurt am Main. Jonas und seine Frau Jeny wurden am 11./12. November 1941 aus dem Sammellager Großmarkthalle Frankfurt-Ostend nach Minsk deportiert und erreichten das Ghetto Minsk am 17. November 1941. Die Transportliste des zweiten Frankfurter Transports mit Ziel Mink mit Jonas Nordhäusers Namen ist erhalten. Als Frankfurter Adresse ist Sandweg 83 angegeben. | ·              |
|      | HAUPTSTR. 105 WOHNTE BERTHA NORDHÄUSER JG.1921 UNFREIWILLIG VERZOGEN 1939 FRANKFURT M. DEPORTIERT 1942 SCHICKSAL UNBEKANNT                                   | Rhönstraße 26 Rathaus Ortsteil Wüstensachsen 36115 Ehrenberg (Rhön) alte Hausnummer: Hauptstraße 105                        | 2. Nov. 2021   | Bertha (Babetta) Nordhäuser, geboren am 18. März 1921 in Wüstensachsen, war eine Tochter von Nathan und Selma Nordhäuser, geb. Bravmann. Sie wurde 1942 nach Osteuropa deportiert. | ·              |
|      | HAUPTSTR. 105 WOHNTE HANNELORE NORDHÄUSER JG.1922 UNFREIWILLIG VERZOGEN 1939 FRANKFURT M. DEPORTIERT 1942 SCHICKSAL UNBEKANNT                                | Rhönstraße 26 Rathaus Ortsteil Wüstensachsen 36115 Ehrenberg (Rhön) alte Hausnummer: Hauptstraße 105                        | 2. Nov. 2021   | Hannelore (Lora) Nordhäuser, geboren am 14. Mai 1922 in Wüstensachsen, war eine Tochter von Nathan und Selma Nordhäuser, geb. Bravmann. Sie wurde 1942 nach Osteuropa deportiert. | ·              |
|      | HAUPTSTR. 105 WOHNTE ROSI NORDHÄUSER JG.1927 KINDERTRANSPORT 1938 ENGLAND                                                                                    | Rhönstraße 26 Rathaus Ortsteil Wüstensachsen 36115 Ehrenberg (Rhön) alte Hausnummer: Hauptstraße 105                        | 2. Nov. 2021   | Rosa (Rosi) Nordhäuser, geboren am 22. August 1927 war eine Tochter von Nathan und Selma Nordhäuser geb. Bravmann. Rosa Nordhäuser konnte als 11-Jährige mit einem Kindertransport am 15. September 1938 von Fulda aus über Stuttgart und Enschede nach England entkommen, eines von 30 Kindern, die durch einen Kindertransport aus Fulda gerettet wurden. Ihr Schicksal in England ist nicht bekannt. Die Kindertransportliste Fulda führt allerdings aus, dass Rosi nicht wie die anderen Kinder nach England, sondern am 14. Februar 1939 in die Niederlande transportiert wurde. In den Niederlanden wohnte Zeffi van der Sluis, geb. Nordhäuser. Zeffi wurde am 11. Juni 1943 mit dem Ehemann und zwei Töchtern in Sobibor ermordet. | ·              |
|      | HIER WOHNTE MAX BUCHSBAUM JG. 1880 UNFREIWILLIG VERZOGEN 1937 HALLE DEPORTIERT 1942 THERESIENSTADT 1944 AUSCHWITZ ERMORDET                                   | Forsthausstraße 2 · Ortsteil Wüstensachsen · 36115 Ehrenberg (Rhön) · alte Hausnummer: Hausnummer 28 ·                      | 2. Nov. 2021   | Max Buchsbaum (I), geboren am 21. Mai 1880 in Wüstensachsen, stammt aus der etwa seit 1750 in Wüstensachsen ansässigen Familie Buchsbaum (I). Er heiratete Meta Abraham, die Tochter von Abraham Abraham und Yetta aus der Gemeinde Erdmannrode. Im Ersten Weltkrieg kämpfte er als Soldat an der Westfront und wurde mit einer Oberschenkelschusswunde verwundet. Max und Meta hatten zwei Söhne, Alfred und Walter. Max Buchsbaum betrieb im Haus Forsthausstraße 2 ein Geschäft für Textilien und Stoffe, ein Versandgeschäft sowie den Verkauf und die Reparatur von Nähmaschinen. Seit 1921 war er Vorsteher der Israelitischen Kultusgemeinde Wüstensachsen und Mitglied in der Chewra Kadischa. Max Buchsbaum wurde während der Aktion „Arbeitsscheu Reich“ durch die Geheime Staatspolizei verhaftet, aber als sich herausstellte, dass er ein verwundeter Veteran des Ersten Weltkriegs war, wieder entlassen. Max Buchsbaum wurde am 19. September 1942 mit dem Transport Leipzig Transport XVI/1, Zug Da 517 deportiert und wurde am 20. September 1942 in das Ghetto Theresienstadt eingeliefert. Am 9. Oktober 1944 wurde er mit dem Transport Ep in das Vernichtungslager KZ Auschwitz-Birkenau verlegt. |                |
|      | HIER WOHNTE META BUCHSBAUM GEB. ABRAHAM JG. 1883 UNFREIWILLIG VERZOGEN 1937 HALLE DEPORTIERT 1942 THERESIENSTADT 1944 AUSCHWITZ ERMORDET                     | Forsthausstraße 2 · Ortsteil Wüstensachsen · 36115 Ehrenberg (Rhön) · alte Hausnummer: Hausnummer 28 ·                      | 2. Nov. 2021   | Meta Buchsbaum geb. Abraham, geboren am 17.12.1883 in Schenklengsfeld, war die Ehefrau von Max Buchsbaum (I) und die Mutter der zwei Söhne Alfred Buchsbaum, geboren am 22. November 1909 und Walter Buchsbaum, geboren am 25. August 1914. Meta Buchsbaum wurde am 19. September 1942 mit dem Transport XVI/1, Zug Da 517 deportiert und wurde am 20. September 1942 in das Ghetto Theresienstadt verbracht. Am 9. Oktober 1944 wurde sie mit dem Transport Ep 516 in das Vernichtungslager KZ Auschwitz-Birkenau verlegt. In Auschwitz wurde sie ermordet. |                |
|      | HIER WOHNTE ALFRED BUCHSBAUM JG. 1909 'SCHUTZHAFT' BUCHENWALD FLUCHT 1938 USA                                                                                | Forsthausstraße 2 · Ortsteil Wüstensachsen · 36115 Ehrenberg (Rhön) · alte Hausnummer: Hausnummer 28 ·                      | 2. Nov. 2021   | Alfred Buchsbaum, geboren am 22. November 1909, war der Sohn von Max (I) und Meta Buchsbaum geb. Abraham. Er arbeitete im Familienbetrieb und verkaufte in der ganzen Region Stoffe von Tür zu Tür. Ende der 1920er entwickelte er einen Textilversandhandel, über den er Stoffe und andere Gewebe verkaufte und per Post verschickte. Alfred gehörte zu den ersten Juden, die im Rahmen der „Aktion Arbeitsscheu Reich“ landesweit verhaftet wurden und wurde in das Konzentrationslager Buchenwald eingewiesen. Die Häftligskartei-Karte von Alfred Buchsbaum dokumentiert die Häftlingsnummer 2680. Er wurde am 22. April 1938 verhaftet, am 25. April 1938 in das Konzentrationslager Buchenwald eingeliefert und am 21. Mai 1938 entlassen. Als Beruf wird Kaufmann angegeben. |                |
|      | HIER WOHNTE WALTER BUCHSBAUM JG. 1914 'SCHUTZHAFT' BUCHENWALD FLUCHT 1938 USA                                                                                | Forsthausstraße 2 · Ortsteil Wüstensachsen · 36115 Ehrenberg (Rhön) · alte Hausnummer: Hausnummer 28 ·                      | 2. Nov. 2021   | Walter Buchsbaum, geboren am 25. August 1914, war der Sohn von Max (I) und Meta Buchsbaum geb. Abraham. Walter gehörte zu den ersten Juden, die im Rahmen der Aktion „Arbeitsscheu Reich“ landesweit verhaftet wurden und wurde in das Konzentrationslager Buchenwald eingewiesen. Die Häftligskartei-Karte von Walter Buchsbaum dokumentiert die Häftlingsnummer 889. Er wurde am 22. April 1938 verhaftet, am 25. April 1938 in das Konzentrationslager Buchenwald eingeliefert und am 21. Mai 1938 entlassen. Als Beruf wird Kaufmann angegeben. |                |
|      | HIER WOHNTE SIEGFRIED WEINBERGER JG. 1895 DEPORTIERT 1941 RIGA ERMORDET MÄRZ 1942                                                                            | Schafsteiner Straße 6 Ortsteil Wüstensachsen 36115 Ehrenberg (Rhön) alte Hausnummer: Hausnummer 114                         | 2. Nov. 2021   | Siegfried Weinberger wurde am 6. Juni 1895 als Sohn von Liebmann Weinberger und dessen zweiter Frau Babette geb. Lichtenstern geboren. Siegfried war 1914 als 19-Jähriger Soldat im Ersten Weltkrieg und erhielt eine Auszeichnung wegen Tapferkeit. Er betrieb einen Viehhandel. Er heiratete 1927 Herta Weinberger, geb. Gundersheim. Siegfried und Hertha hatten einen Sohn, Kurt Weinberger, geboren am 28. Dezember 1930 und eine Tochter, Erika Weinberger, geboren am 3. August 1929. Mit dem Angriff auf den Fuldaer Viehmarkt am 11. Juli 1935, bei dem SA-Schläger jüdische Viehhändler zum Teil schwer verletzten und dem endgültigen Berufsverbot für jüdische Viehhändler vom Juli 1938 verlor die Familie die Existenzgrundlage. Siegfried Weinberger musste das Haus verkaufen und zog am 6. September 1938 mit seiner Familie in die Heinrichstraße 50 in Fulda, zur Mutter Herthas, Gutta Gundersheim geb. Rohrbach, die seit April 1934 mit dem 1936 verstorbenen Ehemann dort zur Miete wohnte. Wenige Monate nach dem Umzug wird die Familie Weinberger mit Frau Gundersheim, wie alle jüdischen Bewohner der Stadt, Objekt von Zwangszuweisungen durch das Ordnungsamt der Stadt Fulda. Die fünf Personen werden zunächst in das Fuldaer sog. „Judenhaus“ in der Rhönstraße 18 eingewiesen und dann bis zu ihrer Deportation in die Heinrichstraße 48. Siegfried, seine Familie und die Schwiegermutter Gutta Gundersheim wurden am 8. Dezember 1941 über Kassel in das Ghetto Riga deportiert. Siegfried Weinberger wurde wahrscheinlich im Rahmen von Massenerschießungen der Aktion Dünamünde (nicht zweifelsfrei auf den 15. März 1942 datiert) ermordet. Man gaukelte nicht arbeitsfähigen Personen vor, sie kämen zu leichterer Arbeit in eine Fischfabrik, die aber aus einem Erschießungsgelände bestand. | ·              |
|      | HIER WOHNTE HERTA WEINBERGER GEB. GUNDERSHEIM JG. 1905 DEPORTIERT 1941 RIGA ERMORDET MÄRZ 1942                                                               | Schafsteiner Straße 6 Ortsteil Wüstensachsen 36115 Ehrenberg (Rhön) alte Hausnummer: Hausnummer 114                         | 2. Nov. 2021   | Herta Weinberger, geboren am 7. Mai 1905 in Wüstensachsen, war die Tochter des Lehrers Abraham Gundersheim. Dieser unterrichtete und wohnte 29 Jahre lang, von 1900 bis 1929 bis zu seiner Pensionierung als Elementar- und Religionslehrer in Wüstensachsen. Herta war die Ehefrau von Siegfried Weinberger. Hertha hatte einen Sohn, Kurt Weinberger, geboren am 28. Dezember 1930 und eine Tochter, Erika Weinberger, geboren am 3. August 1929. Herta Weinberger wurde am 8. Dezember 1941 über Kassel in das Ghetto Riga deportiert. Danach wurde sie das Vernichtungslager KZ Auschwitz-Birkenau verlegt und hier 1943 ermordet.i | ·              |
|      | HIER WOHNTE ERIKA WEINBERGER JG. 1929 DEPORTIERT 1941 RIGA ERMORDET MÄRZ 1942                                                                                | Schafsteiner Straße 6 Ortsteil Wüstensachsen 36115 Ehrenberg (Rhön) alte Hausnummer: Hausnummer 114                         | 2. Nov. 2021   | Erika Weinberger wurde am 3. März 1929 in Wüstensachsen geboren. Sie musste am 6. September 1938 nach Fulda umziehen. Hier erfolgte die Zwangsumsiedlung in das Fuldaer sog. „Judenhaus“ in der Rhönstraße 18 und dann bis zu ihrer Deportation in das Haus Heinrichstraße 48. Am 8. Dezember 1941 wurde sie über Kassel in das Ghetto Riga deportiert. Erika Weinberger wurde in das Vernichtungslager KZ Auschwitz-Birkenau verlegt und hier 1943 ermordet. | ·              |
|      | HIER WOHNTE KURT WEINBERGER Jg. 1930 deportiert 1941 Riga ermordet März 1942                                                                                 | Schafsteiner Straße 6 Ortsteil Wüstensachsen 36115 Ehrenberg (Rhön) alte Hausnummer: Hausnummer 114                         | 2. Nov. 2021   | Kurt Weinberger musste am 6. September 1938 in nach Fulda umziehen. Hier erfolgte die Zwangsumsiedlung in das Fuldaer sog. „Judenhaus“ in der Rhönstraße 18 und dann bis zu seiner Deportation in das Haus Heinrichstraße 48. Am 8. Dezember 1941 wurde er über Kassel in das Ghetto Riga deportiert. Kurt Weinberger wurde in das Vernichtungslager KZ Auschwitz-Birkenau verlegt und hier 1943 ermordet. | ·              |
|      | HIER WOHNTE THEOBALD GOLD JG. 1877 UNFREIWILLIG VERZOGEN 1938 FRANKFURT DEPORTIERT 1942 RIGA ERMORDET 1942                                                   | Rhönstraße 27 · Ortsteil Wüstensachsen 36115 Ehrenberg (Rhön) · alte Hausnummer: · Hauptstraße 32 ·                         | 4. Okt. 2022   | Theobald Gold wurde am 18. Juni 1877 in Wüstensachsen geboren. Er heiratete Ida Gold geb. Wildberg. Theobald und Ida hatten zwei Töchter, Hertha Strauss geb. Gold und Anni Margot Gold geboren am 25. August 1922. Theobald Gold war Besitzer eines Geschäfts für Kolonial-, Schuh- und Schnittwaren in Wüstensachsen und betrieb das Unternehmen zusammen mit Semi Strauss, dem Ehemann der Tochter Hertha. Nachdem in Wüstensachsen das Haus verkauft werden musste, zog die Familie im Mai 1838 nach Frankfurt am Main und wohnte in der Waldschmidtstraße 123/l. Theobald Gold wurde 1942 von Frankfurt am Main in das Ghetto Riga deportiert. |                |
|      | HIER WOHNTE IDA GOLD GEB. WILDBERG JG. 1889 UNFREIWILLIG VERZOGEN 1938 FRANKFURT DEPORTIERT SCHICKSAL UNBEKANNT                                              | Rhönstraße 27 · Ortsteil Wüstensachsen 36115 Ehrenberg (Rhön) · alte Hausnummer: · Hauptstraße 32 ·                         | 4. Okt. 2022   | Ida Gold, geb. Wildberg, wurde am 31. Mai 1889 in Kleinbardorf geboren. Sie heiratete Theobald Gold und hatte zwei Töchter, Hertha Strauss geb. Gold, geboren 1909 und Anni Margot Gold, geboren am 25. August 1922. Nachdem in Wüstensachsen das Haus verkauft werden musste, zog die Familie im Mai 1838 nach Frankfurt am Main und wohnte in der Waldschmidtstraße 123/l. Ida Gold wurde am 24. September 1942 von Frankfurt am Main nach Osteuropa deportiert. |                |
|      | HIER WOHNTE HERTHA STRAUSS GEB. GOLD JG. 1909 FLUCHT 1937 USA                                                                                                | Rhönstraße 27 · Ortsteil Wüstensachsen 36115 Ehrenberg (Rhön) · alte Hausnummer: · Hauptstraße 32 ·                         | 4. Okt. 2022   | Hertha Strauss, geb. Gold, geboren 1909 war die Tochter von Theobald Gold und Ida Gold geb. Wildberg. Hertha Strauss emigrierte mit ihrem Ehemann Semi Strauss im Januar 1937 und ihrem 3 Jahre alten Sohn nach New York. |                |
|      | HIER WOHNTE ANNI MARGOT GOLD JG. 1922 UNFREIWILLIG VERZOGEN 1938 FRANKFURT DEPORTIERT 1942 RAASIKU ERMORDET                                                  | Rhönstraße 27 · Ortsteil Wüstensachsen 36115 Ehrenberg (Rhön) · alte Hausnummer: · Hauptstraße 32 ·                         | 4. Okt. 2022   | Anni Margot Gold wurde am 25. August 1922 in Wüstensachsen geboren. Anni Margot Gold war Krankenschwester. Nachdem die Familie in Wüstensachsen das Haus verkaufen musste, zog sie nach Frankfurt am Main und wohnte im Krankenhaus der Israelitischen Gemeinde in der Gagernstrasse 36. Am 24. September 1942 wurde sie nach Berlin deportiert, um dort am Bahnhof Berlin-Moabit dem 20. Osttransport am 26. September 1942 nach Raasiku in Estland angeschlossen zu werden. Die Transportliste des Transports nach Berlin ist erhalten. Anni Margot Gold hat die Transportnummer 41 und als Adresse in Frankfurt ist die Gagernstrasse 36 angegeben. Raasiku ist ein Dorf in Estland. Zum Bahnhof von Raasiku wurden 1942 während der deutschen Besetzung rund 1200 Menschen aus Frankfurt am Main und aus dem KZ Theresienstadt transportiert und in nahegelegenen Dünen ermordet. |                |
|      | HIER WOHNTE JOHANNA GOLD JG. 1877 UNFREIWILLIG VERZOGEN BERLIN DEPORTIERT 1942 GETTO WARSCHAU ERMORDET                                                       | Rhönstraße 24 · Ortsteil Wüstensachsen 36115 Ehrenberg (Rhön) · alte Hausnummer: · Hauptstraße 106 · heute Bushaltestelle · | 4. Okt. 2022   | Johanna Gold betrieb mit ihrer Schwester Sara Gold ein Geschäft für Kolonial- und Backwaren, Fische und Kaffee. Am 3. April 1942 wurde sie von Berlin in das Warschauer Ghetto deportiert. Die Transportliste des 12. Ostransports (Welle XII) ist erhalten und Johanna hat die Transportnummer 293. Als Berliner Adresse ist Johannisstr. 8 in Berlin-Mitte angegeben. |                |
|      | HIER WOHNTE SARA GOLD JG. 1874 UNFREIWILLIG VERZOGEN BERLIN DEPORTIERT 1942 GETTO WARSCHAU ERMORDET                                                          | Rhönstraße 24 · Ortsteil Wüstensachsen 36115 Ehrenberg (Rhön) · alte Hausnummer: · Hauptstraße 106 · heute Bushaltestelle · | 4. Okt. 2022   | Sara Gold wurde am 29. August 1874 in Wüstensachsen geboren. Sie betrieb mit ihrer Schwester Johanna Gold ein Geschäft für Kolonial- und Backwaren, Fische und Kaffee. Am 3. April 1942 wurde sie von Berlin in das Warschauer Ghetto deportiert. Die Transportliste des 12. Ostransports (Welle XII) ist erhalten und Sara hat die Transportnummer 294. Als Berliner Adresse ist Johannisstr. 8 in Berlin-Mitte angegeben. |                |
|      | HIER WOHNTE MAX BUCHSBAUM JG. 1883 UNFREIWILLIG VERZOGEN FULDA DEPORTIERT 1941 RIGA . STUTTHOF 1944 BUCHENWALD ERMORDET 19.11.1944                           | Rhönstraße 6 · Ortsteil Wüstensachsen 36115 Ehrenberg (Rhön) · alte Hausnummer: · Hauptstraße 142 ·                         | 4. Okt. 2022   | Max Buchsbaum (II) wurde am 22. Dezember 1883 in Wüstensachsen geboren. Er betrieb im Haus Rhönstraße 6 ein Geschäft für Konfektions- und Schnittwaren, Fahrräder und Nähmaschinen. Er heiratete 1909 Rosa Buchsbaum, geb. Rosenstock. Max Buchsbaum, seine Ehefrau und die Tochter Ilse zogen am 01. September 1938 zwangsweise nach Fulda. Er wurde am 9. Dezember 1941 über Kassel nach Riga deportiert und erreichte das Ghetto Riga am 12. Dezember 1941. Im November 1943 wurde er in das Konzentrationslager Riga-Kaiserwald überstellt. Am 9. August 1944 wurde er in das Konzentrationslager Stutthof bei Danzig verlegt. Am 13. August 1944 wurde er in das Konzentrationslager Buchenwald verlegt. Die Häftlingskartei-Karte verzeichnet das Überstellungsdatum mit 16. August 1944 und trägt die Einträge Politischer Jude, Ehefrau Rosa Buchsbaum im Arbeitslager Riga und die Häftlingsnummer 83212. Er verstarb am 19. November 1944 im Häftlingskrankenbau im KZ-Außenlager „Wille“ des Konzentrationslagers Buchenwald in Rehmsdorf / Tröglitz mit der Todesursache Nierenentzündung. |                |
|      | HIER WOHNTE ROSA BUCHSBAUM GEB. ROSENSTOCK JG. 1896 UNFREIWILLIG VERZOGEN FULDA DEPORTIERT 1941 RIGA STUTTHOF BEFREIT                                        | Rhönstraße 6 · Ortsteil Wüstensachsen 36115 Ehrenberg (Rhön) · alte Hausnummer: · Hauptstraße 142 ·                         | 4. Okt. 2022   | Rosa Buchsbaum, geb. Rosenstock, geboren am 13. April 1896 in Eiterfeld war die Ehefrau von Max Buchsbaum (II) und die Mutter von Ilse Buchsbaum. Sie zog mit ihrer Familie am 01. September 1938 zwangsweise nach Fulda. Sie wurde am 9. Dezember 1941 über Kassel nach Riga deportiert und erreichte das Ghetto Riga am 12. Dezember 1941. Nach der Auflösung des Gettos Riga wurde sie im November 1943 zum Konzentrationslager Riga-Kaiserwald überstellt und anschließend in das Konzentrationslager Stutthof verlegt. Rosa Buchsbaum überlebte das Konzentrationslager und kam nach der Befreiung am 07. August 1945 nach Fulda zurück. Am 18. März 1947 emigrierte sie in die USA und ließ sich in Chicago nieder. Ihr Sohn Manfred Buchsbaum zog 1955 mit seiner Familie zu ihr nach Chicago. |                |
|      | HIER WOHNTE MANFRED BUCHSBAUM JG. 1920 FLUCHT 1939 PALÄSTINA                                                                                                 | Rhönstraße 6 · Ortsteil Wüstensachsen 36115 Ehrenberg (Rhön) · alte Hausnummer: · Hauptstraße 142 ·                         | 4. Okt. 2022   | Manfred Buchsbaum, geboren am 27. November 1920 in Wüstensachsen war der Sohn von Max Buchsbaum (II) und Rosa Buchsbaum, geb. Rosenstock. Manfred ging 1932 auf ein Gymnasium in Bad Hersfeld und wurde 1936, weil er Jude war, vom Gymnasium verwiesen. Am 18. Mai 1937 ging er auf eine jüdische Schule in Berlin. Von Berlin flüchtete er in die Tschechoslowakei und besuchte hier eine Ingenieur-Schule. Nach der Zerschlagung der Tschechoslowakei flüchtete er über Prag und Istanbul nach Palästina. In Palästina wurde er von den Britischen Behörden 6 Monate interniert, bis er zu Verwandten nach Petach Tikwa ziehen konnte. 1955 zog er mit seiner Familie zu seiner Mutter Rosa nach Chicago. |                |
|      | HIER WOHNTE ILSE BUCHSBAUM VERH. LEVY JG. 1921 UNFREIWILLIG VERZOGEN 1938 FULDA DEPORTIERT 1941 RIGA STUTTHOF ERMORDET                                       | Rhönstraße 6 · Ortsteil Wüstensachsen 36115 Ehrenberg (Rhön) · alte Hausnummer: · Hauptstraße 142 ·                         | 4. Okt. 2022   | Ilse Margot Levi, geb. Buchsbaum, wurde am 30. Dezember 1921 in Wüstensachsen geboren. Ilse war eine ausgebildete Krankenschwester und heiratete den Arzt Dr. Herbert Levi. Sie wurde am 9. Dezember 1941 über Kassel nach Riga deportiert und erreichte das Ghetto Riga am 12. Dezember 1941. Am 1. Oktober 1944 wurde sie in das Konzentrationslager Stutthof deportiert. Im März 1945 verstarb sie im Außenlager des KZ Stutthof Arbeitslager Burggraben (Außenkommando Danzig-Schichau) der Schichau-Werft Danzig (U-Boot Bau) wahrscheinlich bei einem Bombenangriff. |                |
|      | HIER WOHNTE JOSEF BRUNNGÄSSER JG. 1878 UNFREIWILLIG VERZOGEN 1938 FULDA DEPORTIERT 1941 RIGA ERMORDET 1942                                                   | Fichtenweg 6 Ortsteil Wüstensachsen 36115 Ehrenberg (Rhön) alte Hausnummer: Hauptstraße 145                                 | 4. Okt. 2022   | Josef Brunngässer wurde am 15. Mai 1878 in Bastheim geboren und war Handlungsreisender. Josef heiratete Berta Brunngässer geb. Weinberger und musste mit seiner Familie nach Fulda in die Von-Schildeck-Straße 6 umziehen. Josef und Berta wurden am 6. Dezember 1941 aus Fulda deportiert. Am 9. Dezember 1941 erfolgte die Deportation über Kassel nach Riga und sie erreichten das Ghetto Riga am 12. Dezember 1941. Er wurde 1942 in Riga (möglicherweise in der Aktion Dünamünde) ermordet. |                |
|      | HIER WOHNTE BERTA BRUNNGÄSSER GEB. WEINBERGER JG. 1886 UNFREIWILLIG VERZOGEN 1938 FULDA DEPORTIERT 1941 RIGA ERMORDET 1942                                   | Fichtenweg 6 Ortsteil Wüstensachsen 36115 Ehrenberg (Rhön) alte Hausnummer: Hauptstraße 145                                 | 4. Okt. 2022   | Berta Brunngässer geb. Weinberger wurde am 22. August 1886 in Wuestensachsen geboren und heiratete 1921 Josef Brunngässer. Berta musste mit ihrem Ehemann nach Fulda in die Von-Schildeck-Straße 6 umziehen. Berta wurden am 6. Dezember 1941 aus Fulda deportiert. Am 9. Dezember 1941 erfolgte die Deportation über Kassel nach Riga und sie erreichte das Ghetto Riga am 12. Dezember 1941. Sie wurde 1942 in Riga (möglicherweise in der Aktion Dünamünde) ermordet. David Grünspecht schreibt in seinen Memoiren, dass Berta Brunngässer im Wald bei Riga am 27. März 1942 erschossen wurde. Dies würde die Erschießung im Wald von Biķernieki wahrscheinlich machen. |                |
|      | HIER WOHNTE HEDWIG SCHULMANN GEB. WEINBERGER JG. 1882 UNFREIWILLIG VERZOGEN 1938 FULDA DEPORTIERT 1941 RIGA ERMORDET                                         | Fichtenweg 6 Ortsteil Wüstensachsen 36115 Ehrenberg (Rhön) alte Hausnummer: Hauptstraße 145                                 | 4. Okt. 2022   | Hedwig Schulmann geb. Weinberger wurde am 1. Mai 1882 in Wüstensachsen geboren. Hedwig heiratete einen Herrn Schulmann, der im Ersten Weltkrieg fiel. Als Kriegerwitwe kam sie zurück in das Elternhaus. Hedwig musste nach Fulda in die Von-Schildeck-Straße 6 umziehen. Sie wurde am 6. Dezember 1941 aus Fulda deportiert. Am 9. Dezember 1941 erfolgte die Deportation über Kassel nach Riga und sie erreichte das Ghetto Riga am 12. Dezember 1941. David Grünspecht schreibt in seinen Memoiren, dass Hedwig Schulmann im Wald bei Riga am 27. März 1942 erschossen wurde. Dies würde die Erschießung im Wald von Biķernieki wahrscheinlich machen. |                |
|      | HIER WOHNTE HUGO WEINBERGER JG. 1885 UNFREIWILLIG VERZOGEN 1938 FULDA VERSTECKT BEI FULDA FLUCHT 1939 CHILE                                                  | Fichtenweg 6 Ortsteil Wüstensachsen 36115 Ehrenberg (Rhön) alte Hausnummer: Hauptstraße 145                                 | 4. Okt. 2022   | Hugo Weinberger wurde am 07.03.1885 in Wüstensachsen geboren. Er war der Sohn von Moses Weinberger und Tesla Nussbaum. Hugo betrieb wie sein Vater einen Viehhandel im Haus Fichtenweg 6. Kurz nach Kriegsbeginn im Herbst 1939 konnte Hugo fliehen. Die Bauernfamilie Haas auf dem „Hahnershof“ bei Elters versteckte ihn und er konnte im Anschluss nach Chile fliehen. |                |
|      | HIER WOHNTE JAKOB WEINBERGER JG. 1883 SCHUTZHAFT 1938 UNFREIWILLIG VERZOGEN 1938 FULDA DEPORTIERT 1941 GHETTO RIGA ERMORDET MÄRZ 1942                        | Schafsteiner Straße 1 Ortsteil Wüstensachsen 36115 Ehrenberg (Rhön) alte Hausnummer: 98                                     | 6. Dez. 2023   | Jakob Weinberg wurde am 31. März 1883 in Wüstensachsen geboren. Seine Ehefrau war Lina Weinberg, geb. Rapp. Er betrieb ein Geschäft für Schuhe und Strickwaren und eine kleine Landwirtschaft. Die Familie wurde gezwungen am 13.08.1938 nach Fulda in die Johannisstraße 14 umzusiedeln. Jakob wurde am 9. Dezember 1941 über Kassel in das Ghetto Riga deportiert und im März 1942 in Riga ermordet David Grünspecht schreibt in seinen Memoiren, dass Jakob Weinberg im Wald bei Riga erschossen wurde. Dies würde die Erschießung im Wald von Biķernieki wahrscheinlich machen. | ·              |
|      | HIER WOHNTE LINA WEINBERG JG. 1894 UNFREIWILLIG VERZOGEN 1938 FULDA DEPORTIERT 1941 GHETTO RIGA ERMORDET MÄRZ 1942                                           | Schafsteiner Straße 1 Ortsteil Wüstensachsen 36115 Ehrenberg (Rhön) alte Hausnummer: 98                                     | 6. Dez. 2023   | Lina Weinberg, geb. Rapp wurde 6. Mai 1894 in Eiterfeld geboren. Sie war die Ehefrau von Hugo Weinberger und wurde mit ihm gezwungen nach Fulda umzusiedeln. Lina wurde am 9. Dezember 1941 über Kassel in das Ghetto Riga deportiert und im März 1942 in Riga ermordet. David Grünspecht schreibt in seinen Memoiren, dass Lina Weinberg im Wald bei Riga erschossen wurde. Dies würde die Erschießung im Wald von Biķernieki wahrscheinlich machen. | ·              |
|      | HIER WOHNTE JUSTIN WEINBERG JG. 1933 UNFREIWILLIG VERZOGEN 1938FULDA DEPORTIERT 1941 GHETTO RIGA ERMORDET MÄRZ 1942                                          | Schafsteiner Straße 1 Ortsteil Wüstensachsen 36115 Ehrenberg (Rhön) alte Hausnummer: 98                                     | 6. Dez. 2023   | Justin Weinberg wurde am 13. April 1933 in Wüstensachsen geboren. Er war der Sohn von Jakob und Lina Weinberg und wurde mit ihnen gezwungen nach Fulda umzusiedeln. Justin wurde am 9. Dezember 1941 über Kassel in das Ghetto Riga deportiert und im März 1942 in Riga ermordet. David Grünspecht schreibt in seinen Memoiren, dass Justin Weinberg im Wald bei Riga erschossen wurde. Dies würde die Erschießung im Wald von Biķernieki wahrscheinlich machen. | ·              |
|      | HIER WOHNTE BERNARD BRAUNSCHWEIGER JG. 1884 Flucht 1937 USA                                                                                                  | Rhönstraße 4 Ortsteil Wüstensachsen, 36115 Ehrenberg (Rhön) alte Hausnummer: Hausnummer 143                                 | 6. Dez. 2023   | Bernhard Braunschweiger wurde am 21.09.1884 in Wüstensachsen geboren und betrieb einen Viehhandel in Wüstensachsen. Er heiratete am 1. Oktober 1919 Berta Heinemann. Bernhard kämpfte im 2. Weltkrieg und wurde zweimal verwundet. Nachdem er seiner Familie die Flucht ermöglicht hatte, emigrierte er im Frühjahr 1937 nach New York. |                |
|      | HIER WOHNTE BERTA BRAUNSCHWEIGER JG. 1893 Flucht 1936 USA | Rhönstraße 4 Ortsteil Wüstensachsen, 36115 Ehrenberg (Rhön) alte Hausnummer: Hausnummer 143                                 | 6. Dez. 2023   | Berta Braunschweiger, geb. Heinemann, wurde am 6. September 1893 in Bayreuth geboren. Sie wuchs in Würzburg auf und arbeitete als Krankenschwester in der Charité Berlin und von 1917 bis 1919 in Lazaretten. Sie heiratete am 1. Oktober 1919 Bernhard Braunschweiger. In Wüstensachsen führte sie ein kleines Geschäft mit Hüten und Kleidern. Sie konnte im März 1936 nach New York emigrieren. |                |
|      | HIER WOHNTE LOTHAR BRAUNSCHWEIGER JG. 1920 Flucht 1937 USA                                                                                                   | Rhönstraße 4 Ortsteil Wüstensachsen, 36115 Ehrenberg (Rhön) alte Hausnummer: Hausnummer 143                                 | 6. Dez. 2023   | Lothar Braunschweiger wurde am 18. Juli 1920 als Sohn von Bernhard und Berta Braunschweiger in Wüstensachsen geboren. Er emigrierte im Frühjahr 1937 mit seinem Vater nach New York. In den USA wurde er zum Militärdienst eingezogen und nahm als amerikanischer Soldat an der Operation Overlord teil und wurde 1945 in der Tschechoslowakei verwundet. Im Lazarett in Paris änderte er seinen Namen in Lothar Brown. |                |
|      | HIER WOHNTE BEATRICE BRAUNSCHWEIGER JG. 1921 Flucht 1934 USA                                                                                                 | Rhönstraße 4 Ortsteil Wüstensachsen, 36115 Ehrenberg (Rhön) alte Hausnummer: Hausnummer 143                                 | 6. Dez. 2023   | Beatrice Braunschweiger wurde am 7. September 1921 als Tochter von Bernhard und Berta Braunschweiger in Wüstensachsen geboren. Beatrice wurde mit ihrer Schwester Edith auf Veranlassung ihres Vaters mit einem Kindertransport am 28. November 1934 in die USA gebracht und gerettet. |                |
|      | HIER WOHNTE EDITH BRAUNSCHWEIGER JG. 1923 Flucht 1934 USA | Rhönstraße 4 Ortsteil Wüstensachsen, 36115 Ehrenberg (Rhön) alte Hausnummer: Hausnummer 143                                 | 6. Dez. 2023   | Edith Braunschweiger wurde am 5. August 1923 als Tochter von Bernhard und Berta Braunschweiger in Wüstensachsen geboren. Beatrice wurde mit ihrer Schwester Edith auf Veranlassung ihres Vaters mit einem Kindertransport am 28. November 1934 in die USA gebracht und gerettet. Edith verstarb mit 16 Jahren in New York. |                |
|      | HIER WOHNTE MEINHARD BRAUNSCHWEIGER JG. 1927 Flucht 1937 USA                                                                                                 | Rhönstraße 4 Ortsteil Wüstensachsen, 36115 Ehrenberg (Rhön) alte Hausnummer: Hausnummer 143                                 | 6. Dez. 2023   | Meinhard Braunschweiger wurde am 7. Februar 1927 als Sohn von Bernhard und Berta Braunschweiger in Wüstensachsen geboren. Meinhard wurde alleine auf Veranlassung seines Vaters im Oktober 1936 mit dem Schiff nach New York gebracht. |                |
|      | HIER WOHNTE DINA NORDHÄUSER GEB. REIS JG. 1866 FLUCHT 1934 PALÄSTINA                                                                                         | Rhönstraße 5 Ortsteil Wüstensachsen 36115 Ehrenberg (Rhön) alte Hausnummer: Hausnummer 3                                    | 6. Dez. 2023   | Dina Nordhäuser, geb. Reis, wurde 1866 in Oberwaldbehrungen geboren. Sie betrieb ein kleines Emailliegeschäft in Wüstensachsen und hatte vier Kinder. Ihr Ehemann Nathan Nordhäuser I verstarb 1925. Sie emigrierte am 23. November 1934 nach Palestina |                |
|      | HIER WOHNTE ARTHUR NORDHÄUSER JG. 1902 UNFREIWILLIG VERZOGEN 1934 FRANKFURT VERHAFTET 1938 ‘AKTION ARBEITSSCHEU REICH‘ KZ BUCHENWALD ERMORDET 27.7.1940      | Rhönstraße 5 Ortsteil Wüstensachsen 36115 Ehrenberg (Rhön) alte Hausnummer: Hausnummer 3                                    | 6. Dez. 2023   | Arthur Nordhäuser wurde am 30. Dezember 1902 als Sohn von Nathan und Dina Nordhäuser in Wüstensachsen geboren.Arthur war Handelsreisender und lebte von 1921 bis 1924 in Fulda. Er ging zurück nach Wüstensachsen und arbeitete bei seiner Mutter im Emailliegeschäft. Nach der Emigration seiner Mutter zog er nach Frankfurt a. M. Arthur wurde 1938 verhaftet und in das Konzentrationslager Buchenwald eingewiesen. Er wird am 24. September in Buchenwald als Zugang mit der Bemerkung Arbeitsscheu, Häftlingsnummer 5202, Jude in der Veränderungsmeldung geführt. In der Veränderungsmeldung am 27. Juli 1940 wird Arthur unter Abgänge, Arbeitsscheu, Häftlingsnummer 5202, Jude, Block 21 und verstorben am 27. Juli 1940 aufgelistet. |                |
|      | HIER WOHNTE THERESE GÄRTNER GEB. HÜCKBERGER JG. 1879 UNFREIWILLIG VERZOGEN 1938 FULDA FLUCHT 1938 SÜDAFRIKA                                                  | Rhönstraße 9 Ortsteil Wüstensachsen 36115 Ehrenberg (Rhön) alte Hausnummer: Hausnummer 5                                    | 6. Dez. 2023   | Therese Gärtner, geb. Hückberger, wurde am 12. November 1879 in Hüttenheim bei Kitzingen geboren. Sie heiratete Julius Gärtner aus Wüstensachsen und führte ein Kolonial- und Schnittwarengeschäft. Julius Gärtner kämpfte im Ersten Weltkrieg in der 8. Kompanie des Reserve-Infanterie-Regiment Nr. 224 an der Ostfront. Hier wurde er gefangen genommen und verstarb am 27. Oktober 1915 an Misshandlungen in russischer Kriegsgefangenschaft. Sein Name ist auf dem Kriegerdenkmal in Wüstensachsen verzeichnet. |                |
|      | HIER WOHNTE BELLA GÄRTNER JG. 1911 UNFREIWILLIG VERZOGEN 1938 FULDA FLUCHT 1939 LUXEMBURG INTERNIERT 1940 GURS DEPORTIERT 1942 AUSCHWITZ ERMORDET 10.08.1942 | Rhönstraße 9 Ortsteil Wüstensachsen 36115 Ehrenberg (Rhön) alte Hausnummer: Hausnummer 5                                    | 6. Dez. 2023   | Bella Gärtner wurde am 24. September 1911 in Wüstensachsen geboren. Sie arbeitete 1936 als Hausangestellte bei Max Weinberg in Fulda. Am 04.09.1938 musste sie mit der Mutter nach Fulda ziehen und wohnte zunächst in Mittelstraße 25. Sie wurde gezwungen in das Judenghettohaus in der Rhönstraße 17a zu ziehen. Bella emigrierte am 6. September von Fulda nach Luxemburg, wurden aber dort nach dem Einmarsch der deutschen Armee festgenommen und in das Internierungslager Gurs (Camp de Gurs) der Vichy-Regierung in den Pyrenäen in Frankreich eingewiesen. Am 10. August 1942 wurde Bella Gärtner nach Auschwitz deportiert und dort ermordet. |                |
|      | HIER WOHNTE DAVID GRÜNSPECHT JG. 1886 FLUCHT 1937 USA | Rhönstraße 8 Ortsteil Wüstensachsen 36115 Ehrenberg (Rhön) alte Hausnummer: Hausnummer 111                                  | 6. Dez. 2023   | David Grünspecht wurde am 13. April 1886 in Wüstensachsen geboren und heiratete Leonie geb. Oppenheimer am 21. Januar 1895. David war 1906 Soldat beim Regiment der Gardes du Corps in Potsdam und nahm am Ersten Weltkrieg teil. David war Metzgermeister und betrieb eine koschere Metzgerei in Wüstensachsen. 1937 flüchtete er in die USA und konnte in New York eine Metzgerei aufbauen. |                |
|      | HIER WOHNTE LEONIE GRÜNSPECHT JG. 1885 FLUCHT 1937 USA | Rhönstraße 8 Ortsteil Wüstensachsen 36115 Ehrenberg (Rhön) alte Hausnummer: Hausnummer 111                                  | 6. Dez. 2023   | Leonie Grünspecht flüchtete 1937 in die USA. |                |
|      | HIER WOHNTE ALFRED GRÜNSPECHT JG. 1920 FLUCHT 1937 USA | Rhönstraße 8 Ortsteil Wüstensachsen 36115 Ehrenberg (Rhön) alte Hausnummer: Hausnummer 111                                  | 6. Dez. 2023   | Alfred Grünspecht wurde 1920 in Wüstensachsen geboren. Seine Familie flüchtete 1937 nach New York, USA und gründete dort ein erfolgreiches Metzgereiunternehmen. Er starb am 28. September 2001 in New York. |                |
|      | HIER WOHNTE ERICH GRÜNSPECHT JG. 1920 FLUCHT 1937 USA | Rhönstraße 8 Ortsteil Wüstensachsen 36115 Ehrenberg (Rhön) alte Hausnummer: Hausnummer 111                                  | 6. Dez. 2023   | Erich Grünspecht flüchtete 1937 in die USA. |                |
|      | HIER WOHNTE HANS GRÜNSPECHT JG. 1929 FLUCHT 1937 USA | Rhönstraße 8 Ortsteil Wüstensachsen 36115 Ehrenberg (Rhön) alte Hausnummer: Hausnummer 111                                  | 6. Dez. 2023   | Hans Grünspecht flüchtete 1937 in die USA. |                |
|      | HIER WOHNTE MARTIN GRÜNSPECHT JG. 1923 FLUCHT 1937 USA | Rhönstraße 8 Ortsteil Wüstensachsen 36115 Ehrenberg (Rhön) alte Hausnummer: Hausnummer 111                                  | 6. Dez. 2023   | Martin Grünspecht flüchtete 1937 in die USA. |                |
|      | HIER WOHNTE HERMANN GRÜNSPECHT JG. 1887 UNFREIWILLIG VERZOGEN 1938 FULDA ‘SCHUTZHAFT‘ 1938 KZ BUCHENWALD FLUCHT 1939 ENGLAND USA                             | Rhönstraße 8 Ortsteil Wüstensachsen 36115 Ehrenberg (Rhön) alte Hausnummer: Hausnummer 111                                  | 6. Dez. 2023   | Hermann Grünspecht wurde am 9. September 1887 in Wüstensachsen geboren und war der Bruder von David Grünspecht. Hermann musste am 9. September 1938 mit seiner Familie zwangsweise ins die Rhönstraße 7 in Fulda umsiedeln. Er wurde am 10. November 1938 in das Konzentrationslager Buchenwald (Schutzhaft) eingewiesen und am 14. Dezember 1938 entlassen. In der Entlassungsmeldung hat er die Häftlingsnummer 25360. Er flüchtete 1939 in die USA. |                |
|      | HIER WOHNTE ROSEL GRÜNSPECHT GEB. GRÜNWALD JG. 1897 UNFREIWILLIG VERZOGEN 1938 FULDA FLUCHT 1941 USA                                                         | Rhönstraße 8 Ortsteil Wüstensachsen 36115 Ehrenberg (Rhön) alte Hausnummer: Hausnummer 111                                  | 6. Dez. 2023   | Rosel Grünspecht, geb. Grünwald wurde am 31. Dezember 1897 in Wüstensachsen geboren. Sie heiratete Hermann Grünspecht und hatte mit ihm die zwei Söhne Manfred und Hellmuth. Rosel Grünspecht konnte mit ihrem Sohn Hellmuth am 14. März 1941 nach New York, USA auswandern. |                |
|      | HIER WOHNTE MANFRED GRÜNSPECHT JG. 1924 UNFREIWILLIG VERZOGEN 1938 FULDA KINDERTRANSPORT 1939 ENGLAND USA                                                    | Rhönstraße 8 Ortsteil Wüstensachsen 36115 Ehrenberg (Rhön) alte Hausnummer: Hausnummer 111                                  | 6. Dez. 2023   | Manfred Grünspecht wurde am 1. August 1924 in Wüstensachsen geboren und war der Sohn von Hermann Grünspecht und Rosel Grünspecht, geb. Grünwald. Manfred Grünspecht musste mit seiner Familie am 9. September 1938 nach Fulda in die Rhönstraße 7 ziehen. Am 25. August 1939 konnte er mit einem Kindertransport nach London, England in Sicherheit gebracht werden. |                |
|      | HIER WOHNTE HELLMUTH GRÜNSPECHT JG. 1925 UNFREIWILLIG VERZOGEN 1938 FULDA FLUCHT 1941 USA                                                                    | Rhönstraße 8 Ortsteil Wüstensachsen 36115 Ehrenberg (Rhön) alte Hausnummer: Hausnummer 111                                  | 6. Dez. 2023   | Hellmuth Grünspecht wurde am 8. September 1925 in Wüstensachsen geboren und war der Sohn von Hermann Grünspecht und Rosel Grünspecht, geb. Grünwald. Hellmuth Grünspecht konnte am 14. März 1941 nach New York, USA auswandern. |                |